# نسیم ۸۸
ستاد نسیم ۸۸ (نسل سومی‌های یاریگر میرحسین موسوی) یکی از ستادهای میرحسین موسوی در انتخابات ۲۲ خرداد ریاست‌جمهوری در ایران بود که بیشتر اعضای آن به دنبال حوادث پس از انتخابات سال ۸۸ دستگیر شدند.
پرهام رضایی عضو هجده ساله این ستاد در مشهد، در زمان کارزار انتخابات ریاست جمهوری ایران دوره دهم، پس از ضرب وشتم، بر اثر ضایعه مغزی فوت کرد.
این ستاد در سال ۸۴ نیز از مصطفی معین حمایت می‌کرد. اما بدنبال شکست معین در انتخابات مذکور فعالیت‌های نسیم متوقف شد. اما بار دیگر در سال ۸۸ با نامزدی موسوی در انتخابات فعالیت سیاسی خود را پی گرفت.
مؤسس و رئیس این ستاد مسعود میرزایی و از اعضای اصلی آن محسن کرمی، بهنام مرادی، نوید نقیبی، علیرضا نصیری، علی اسدی، محمد محمدی و یاسر صادقی هستند که همگی پس از انتخابات ۲۲ خرداد دستگیر شدند.
نسیم فعالیت‌های خود را از بهمن ۸۷ شروع کرد و اولین ستادی بود که قبل از شروع رسمی تبلیغات نامزدها به فعالیت میدانی پرداخت.
قابل ذکر است پیشنهاد استفاده از رنگ سبز برای تبلیغات میر حسین موسوی در انتخابات ۲۲ خرداد برای اولین بار از سوی این ستاد مطرح شد و مورد قبول واقع شد.
نسیم ۸۸ در قبل از انتخابات دیدارهایی با سران اصلاح طلب از جمله میرحسین موسوی، سید محمد خاتمی، هادی خامنه‌ای و مصطفی معین داشته‌است.
این ستاد همچنین ارتباط تنگاتنگی با ستادهای پویش و کمپین یک میلیون امضاءداشته که همه از ستادهای اصلاح طلب به‌شمار می‌رود.
در شب اعلام نتایج آرا شهرهای مختلف ایران از جمله تهران شاهد اعتراضات مردمی و درگیری با مأموران بود. ستاد انتخاباتی مرکزی میرحسین موسوی و نسیم ۸۸ با حمله گسترده نیروی انتظامی جمهوری اسلامی و استفاده از گاز اشک‌آور و دستگاه‌های شوک الکترونیکی پلمپ شد.
بیشتر اعضای این ستاد دانشجویان، خبرنگاران و نویسندگان جوان بودند.